# Hortipes architelones
Hortipes architelones là một loài nhện trong họ Corinnidae.
Loài này thuộc chi Hortipes. Hortipes architelones được miêu tả năm 2000 bởi Bosselaers & Rudy Jocqué.